# Syrisch klooster

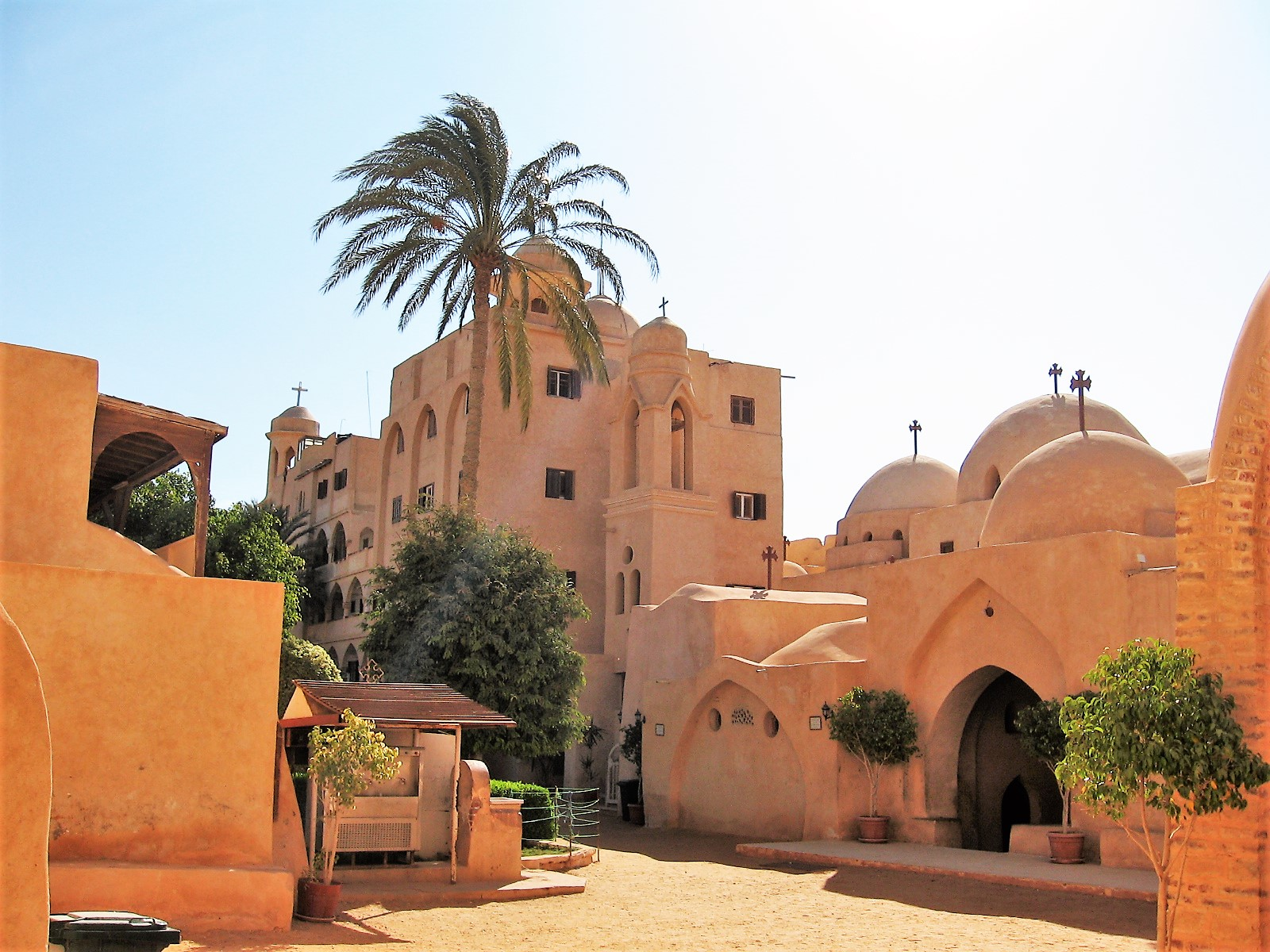
Het Syrische klooster in Wadi Natroen.

Het Syrische klooster (Arabisch: دير العذراء - السريان), ook bekend als het Deir al-Suryan, is een Koptisch klooster in Wadi Natroen in het gouvernement Al Buhayrah in Egypte. Het klooster ligt ongeveer 500m ten noordwesten van het Klooster van Sint Pishoy. Het klooster is gewijd aan de maagd Maria. Het klooster werd tussen de 9e en de 16e eeuw bewoond door monniken uit Syrië.
De tiende-eeuwse abt Mozes van Nisibis legde een bibliotheek aan met zo'n 250 Syrische werken, een van de grootste verzamelingen van die tijd.

## Koptische paus
De Koptische paus Shenouda III is opgeleid in dit klooster.
Na zijn overlijden in maart 2012 werd hij hier opgebaard.
De drie door de synode voorgedragen kandidaat-pausen, namelijk bisschop Theodorus (°1952), bisschop Rafaël (°1958) en monnik Rafaël Ava Mina (°1942) kregen hier op zondag 4 november 2012 te horen dat uiteindelijk de naam van de eerstgenoemde door een kinderhand uit de urn geloot werd om de nieuwe Koptische paus te worden.

## Archeologie
De Universiteit Leiden heeft in samenwerking met andere universiteiten hier archeologisch en kunsthistorisch onderzoek verricht.